# Диабет. Образ жизни

«Диабет. Образ жизни» — монотематический информационно-образовательный профессиональный медицинский журнал, предназначенный для пациентов с сахарным диабетом, их родственников, врачей-специалистов и населения в целом.
Учредитель и издатель — Международная общественная организация «Международная программа Диабет», свидетельство о регистрации № 01223 от 05.06.1992 выдано Комитетом Российской Федерации по печати. Выходит 6 раз в год, объёмом 64 полосы в каждом номере, тиражом 3 500—7 000 экземпляров.

## История
Создан в 1991 году по инициативе кафедры эндокринологии Центрального ордена Ленина института усовершенствования врачей Минздрава СССР. Долгие годы оставался единственным специализированным изданием, в котором в доступной для пациента с сахарным диабетом форме излагались все аспекты управления заболеванием, а также рекомендации по здоровому образу жизни. Аналогичный журнал с тем же названием выходит и на английском языке («Diabetes Lifestyle Magazine»), подобные узкоспециализированные журналы для диабетиков выходят и в других странах мира.
В 1991—1992 годах журнал выпускался фондом «Культурная инициатива» тиражом 50 000 экземпляров, в 1994—1999 годах печатался тиражом 10 000 экземпляров, с 2000 года по настоящее время оригинал-макет и печать издания тиражом 3 500 — 7 000 экземпляров осуществляет ООО «Адвансед Солюшнз».

## Редакция

### Главный редактор
А. С. Аметов — доктор медицинских наук, профессор, Заслуженный деятель науки Российской Федерации, заведующий кафедрой эндокринологии и диабетологии ГБОУ ДПО РМАПО Минздрава России (ЦИУВ).

### Почётные редакторы
Ж.-Ф. Ассаль (Швейцария), И. И. Дедов (Россия).

### Редактор
И. Галенина (Россия)

### Редакционная коллегия
М. Анциферов (Россия), Р. Бергеншталь (США), Н. Вербовая (Россия), Н. Ворохобина (Россия), С. Догадин (Россия), А. Залевская (Россия), Э. Касаткина (Россия), A. Мкртумян (Россия), Ф. Раскин (США), И. Рац (Израиль), Ю. Халимов (Россия).

### Редакционный совет
C. Абусуев (Россия), Й. Аказава (Япония), М. де Альва (Мексика), В. Генри (США), Э. Густова (Россия), Л. Данилова (Беларусь), П. Джорджевич (Сербия), Р. Курашвили (Грузия), Р. Маззи (США), Д. Метревели (Грузия), В. Петренко (Литва) В. Потемкин (Россия), И. Раса (Латвия), Р. Стрикер (США), Э. Тороманян (Армения) Н. Тронько (Украина), Э. Хортон (США), И. Никберг (Австралия).

## Основные рубрики
- Фундаментальные исследования в диабетологии
- Школа диабета, Диабет для начинающих
- Питание и здоровье
- Осложнения диабета
- Современные методы лечения
- Диабет и беременность
- Дети и диабет
- Школа грамотного пациента
- История медицины в лицах

## Распространение
Журнал «Диабет. Образ жизни» распространяется только по подписке, в розничную продажу не поступает.
- ОАО «Агентство Роспечать». Индекс по каталогу 70273 — полугодовой, 20100 — годовой;
- редакционная подписка;[15].